# جامعات العلوم الطبية بكوبا

## جامعات العلوم الطبية[1]
[Cubaheal https://www.cubaheal.com ]

### 1. المعهد العالي للعلوم الطبية في كاماجوي[2]
• مقاطعة: كاماجوي
• الاعتماد: وزارة التعليم العالي الكوبية
بدأت المدارس الطبية في كوبا في مقاطعة كاماجوي في وسط شرق كوبا في عام 1968 عندما وصلت مجموعة من طلبة كلية الطب بجامعة هافانا إلى هنا لإتمام تدريبهم. وقد رافقت المجموعة فريق من المعلمين، الذين قرروا البقاء هناك نظرًا لحبهم للبلد.
وقد تم التحقق من تنفيذ البرامج التعليمية والبحث العلمي، والتي أسفرت عن ضمان دقة وجودة تدريب خبراء الرعاية الصحية المستقبلية من قبل مجلس الاعتماد الوطني التابع لوزارة التعليم العالي نظرا لجودته في التدريس في مهن الطب وطب الأسنان والنشاطات الأكاديمية وتنفيذ معايير التدريب المهني الدولي.
لم يتم إنشاء جامعة كارلوس جي فينلي للعلوم الطبية في كاماجوي حتى عام 1980 حيث أنشئت، وفي عام 2010 وصلت إلى طور الجامعة.
حتى الآن، تخرج من الجامعة أكثر من 13000 متخصص طبي في مجالات الطب وطب الأسنان والتمريض والتكنولوجيا الصحية وعلم النفس الصحي.
ويبلغ إجمالي عدد الملتحقين في المركز حاليًا أكثر من 11 ألف طالب، من بينهم ما يتعدى قليلًا الألف من الأجانب وال 300 طالب الأرجنتيني الذين أضيفوا مؤخرًا.
المهن التعليمية:
1. الطب
2. طب الأسنان
3. التمريض
4. علم النفس
5 - التكنولوجيات الصحية

## 2. كلية العلوم الطبية في سيغو دي أفيلا (UNICA)
• مقاطعة: سيغو دي أفيلا
• الاعتماد: وزارة التعليم العالي الكوبية
تأسست جامعة سيغو دي أفيلا في عام 1978، وهي واحدة من المدارس الطبية غير الربحية في كوبا، وتقع في بلدة مورون- سيغو دي أفيلا.
معتمدة / مُعترف بها رسميًا من قبل وزارة التعليم العالي / كوبا. وهي مؤسسة تعليم عالي مختلطة تقدم الدورات والبرامج التي تؤهل إلى درجات التعليم العالي المعترف بها رسميًا مثل درجة البكالوريوس في العديد من مجالات الدراسة. كما تقدم العديد من المرافق والخدمات الأكاديمية والغير أكاديمية للطلاب بما في ذلك المكتبة، فضلًا عن الخدمات الإدارية.

## 3. كلية العلوم الطبية في سينفويجوس راؤول دورتيكوس تورادو
• مقاطعة: سينفويجوس
• الاعتماد: وزارة التعليم العالي الكوبية
تأسست في عام 1979 في سينفويجوس، كوبا. تنتمي مستشفى المقاطعة العامة «د. جوستافو ألديريجويا ليما» إلى الجامعة. حاليًا، تم تسجيل طلاب من 52 بلدًا في مختلف الأقسام.
ويترأس المؤسسة الآن رئيس الجامعة الدكتور روبرتو بانوس، الذي تولى مسؤولية الحفاظ على أعلى مستويات الكفاءة الأكاديمية والتكيف التنظيمي سواء إداريًا أو أكاديميًا.
تتحرى جامعة العلوم الطبية في سينفويجوس الصواب  في ماضيها ومستقبلها لتصل لأعلى معايير تعليمية للتدريب سواء قبل وبعد التخرج، كما إنها تُحافظ على التزامها غير المشروط للصحة العامة لشعب سينفويجوس وكوبا وللدعم العالمي.

## 4 - كلية العلوم الطبية في غوانتانامو (UCMGT)
• مقاطعة: غوانتانامو
• الاعتماد: وزارة التعليم العالي الكوبية
تقدم جامعة العلوم الطبية في غوانتانامو برامج تعليمية تدريبية للمهنيين الصحيين  وتواصل التعليم في 53 تخصصًا طبيًا.

## 5 - معهد هافانا العالي للعلوم الطبية (ISCM-H)
مقاطعة: هافانا (لا هابانا)
الاعتماد: وزارة التعليم العالي الكوبية
تأسست في عام 1976، وتقع (جامعة هافانا الطبية) في مدينة لا هابانا. وهي مُعتمدة / معترف بها رسميًا من قبل وزارة التعليم العالي- كوبا. وهي مؤسسة تعليم عالي مختلطة.
جامعة العلوم الطبية في هافانا، هي مؤسسة تعليم عالي تشمل 12 كلية متعددة داخل الحرم الجامعي – منها 9 للعلوم الطبية، 1 لطب الأسنان، 1 للتمريض وواحدة للتكنولوجيا الصحية وهي مقر التدريب الأكاديمي المهني وتشمل طلاب الطب وطب الأسنان والتمريض والتكنولوجيا الصحية وعلم النفس المتعلق بالصحة في مستوى ما قبل التخرج.
يكون الخريج مسئولًا عن التخصصات التدريبية. من أجل أن يصبح أحد المعلمين أو الباحثين أوغيرهم من المهنيين الصحيين، مقدمة دورات الدراسات العليا، الدبلومة، الماجستير، والدكتوراه. وللمؤسسة أيضًا نظام اجتماعي لتكوين معارف جديدة من خلال العمل البحثي، وتنعكس النتائج على الكلية والإدارة وعلى مجال خدمات الرعاية الصحية في بلدنا والبلدان النامية- حيث يقدم فيها المهنيين لدينا خدمات صحية. تمتلك الجامعة هيئة تدريس مؤهلة تأهيلًا عاليًا وتقدم المساعدة (أكثر من 8000 معلم) وتنشر الخبرة على الصعيدين الوطني والدولي.
تمتلك الجامعة التسهيلات التالية:
• FCM. مانويل فاجاردو ريفيرو.(FCM. Manuel Fajardo Rivero)
• FCM. كاليكستو غارسيا.(FCM. Calixto Garcia)
• FCM. د. سلفادور أليندي.(FCM. Dr. Salvador Allende)
• FCM. العاشر من أكتوبر (FCM. October 10th)
• FCM. الدكتور. ميغيل إنريكيز. FCM. DR. Miguel Enriquez))
• FCM. إنريك كابريرا. (FCM. Enrique Cabrera)
• FCM. جوليو تريجو.(FCM. Julio Trigo)
• FCM. - فاينالي ألباران. (FCM. ¨Finlay- Albarran)
• ICBP فيكتوري أوف جيرون. (ICBP Victory of Girón)
• كلية طب الأسنان «راؤول غونزاليز سانشيز».
((Faculty of Stomatology “Raul Gonzalez Sanchez"
• مدرسة التمريض ليديا دوس.(School of Nursing Lidia Doce)
• مدرسة التكنولوجيا الصحية.(School of Health Technology)

## 6. مدرسة أمريكا اللاتينية للطب (إسكولا لاتينواميريكانا دي ميديسينا) (ELAM)[3]
• مقاطعة: هافانا (لا هابانا)
• الاعتماد: وزارة التعليم العالي الكوبية
ومدرسة أمريكا اللاتينية للطب -التي كانت سابقا أسكويلا لاتينو أميريكانا دي سينشياس ميديكاس (بالاسبانية)- هي أكبر كلية طبية دولية في كوبا وتعتبر ركيزة هامة في نظام الرعاية الصحية الكوبي.
أنشئت في عام 1999 وعملت بواسطة حكومة جمهورية كوبا، وقد تميزت ELAM باعتبارها أكبر كلية طب في العالم من خلال التحاق ما يقرب من 19500طالب من 110 دولة كما ذكر في تسجيل 2013-2014. وجميع المسجلين هم طلاب دوليون من خارج كوبا، ويأتي معظمهم من أمريكا اللاتينية ومنطقة البحر الكاريبي، بالإضافة إلى أفريقيا وآسيا. وتقبل المدرسة أيضًا الطلاب من الولايات المتحدة الأمريكية كما ذُكر في تسجيل يناير 2007.

## 7. كلية العلوم الطبية في هولغوين- ماريانا غراجاليس
• المقاطعة: هولغوين
• الاعتماد: وزارة التعليم العالي الكوبية
كلية العلوم الطبية في هولجوين- ماريانا غراجاليس هي جامعة طبية ذو مكانة وطنية ودولية متميزة. بدأت في عام 1983 عندما بدأت كقسم تدريسي للمستشفى العام دوسنت «مارتيرس دي مياري». وقد أدى تركيزها القوي على الموارد البشرية والجودة والالتزام العلمي التقني، بالإضافة إلى الإعداد السياسي والأيديولوجي والأخلاقي المرتفع، إلى الوفاء بالتزاماتها الوطنية والدولية نحو تحسين الرعاية الصحية الأولية للسكان الكوبيين والبلدان المحرومة.
فضًلا عن أرض العمل الصلبة العلمية التقنية لجامعة ماريانا والتركيز على ترسيخ القيم الإنسانية والأخلاقية والإيديولوجية للثورة؛ ومهمة ضمان تشغيل الخريجين والتدريب العلمي للعاملين، بالإضافة إلى توجيه أنشطة النظام الصحي العلمي والتكنولوجي من خلال تنفيذ الأولويات والاستراتيجيات المُكلفة بها الجامعة من قبل وزارة الصحة العامة والدولة.

## 8. جامعة العلوم الطبية في فيلا كلارا (UCMVC)
• مقاطعة: فيلا كلارا
• الاعتماد: وزارة التعليم العالي الكوبية
تم تأسيس جامعة العلوم الطبية في فيلا كلارا في عام 1966. وتقدم الجامعة حاليًا التدريب الطبي للطلاب من كماغويه، سيينفويجوس، بالميرا، كيوماناياجوا، مانيكاراجوا، اسبيرانزا، سييغو مونتيرو، مورون، كابايجوان، رانشيولو، بيريكو، كاماجواني، كايبارين، سانتو دومينغو، فلتاس وسانتا كلارا.
جامعة العلوم الطبية في فيلا كلارا هي مركز للتعليم العالي الكوبي، وهي المسئولة عن التدريب الشامل وتنمية الموارد البشرية في القطاع الصحي في فيلا كلارا وغيرها من المحافظات. وتقدَم هذه البرامج وفقًا لمبادئ وزارة الصحة العامة الكوبية ومن خلال الاندماج المتكامل لممارسة التدريس والصحة والبحوث والإرشاد الجامعي. وتلعب الجامعة دورًا هامًا في الاستجابة للمطالب ووجهات النظر الحالية لمختلف مستويات الرعاية، مع التركيز بوجه خاص على الرعاية الصحية الأولية.
برامج الدراسات العليا:
وتقدم الجامعة برامج التدريب المهني التالية:
• الطب (6 سنوات)
• طب الأسنان (5 سنوات)
• رخصة التمريض (5 سنوات)
• التصوير
• فحص العين والبصريات
• التحاليل الطبية السريرية
• إعادة التأهيل المتكاملة
• التغذية والنظام الغذائي
• السمعيات وفحص السمع
• النظافة وعلم الأوبئة
• نظم المعلومات الصحية
دراسات عليا:
• تخصصات علمية أخرى، بالإضافة إلى برامج الماجستير والدكتوراه
ويتم تنسيق هذه البرامج من قبل مديرية التدريب المهني وإدارة التخطيط والمنهجية التعليمية. وبالإضافة إلى ذلك، تفخر الجامعة بأن تكون من الموقعين على الاتفاقات والتبادلات التعليمية مع 27 من الجامعات الأوروبية والأمريكية الوسطى والجنوبية والمؤسسات التعليمية. كما تُقدم UCMVC خيارات مختلفة للدراسات ذاتية التمويل.

## 9. جامعة العلوم الطبية في سانتياغو دي كوبا (أومسك)
• المقاطعة: سانتياغو دي كوبا
• الاعتماد: وزارة التعليم العالي الكوبية
مهمة الجامعة هي المساعدة في الحفاظ على صحة السكان وتحسينها من خلال تدريب المهنيين الصحيين والموارد البشرية من البلدان الأخرى من خلال الاستخدام المكثف للتكنولوجيا التعليمية إلى جانب حس مرتفع من الوطنية والتفاني، وتعليم إنساني متين.
وقد أدت هذه الأولويات إلى تعزيز التواضع والمسؤولية والقيادة والإبداع والمبادرة وقيم الالتزام الاجتماعي الرفيع التي أفادت كوبا وشعوب العالم التي تكونت على عدة مراحل.
جامعة العلوم الطبية في سانتياغو دي كوبا هي مؤسسة التعليم العالي العامة غير الربحية في المدينة الصغيرة سانتياغو دي كوبا والتي أنشئت في عام 1979.
جامعة العلوم الطبية في سانتياغو دي كوبا هي مؤسسة التعليم العالي العامة غير الربحية في المدينة الصغيرة سانتياغو دي كوبا والتي أنشئت في عام 1979.
 الجامعة مسؤولة عن تدريب المهنيين الصحيين في فرعين من العلوم الطبية. الطب والصحة النفسية وكذلك تدريب الدراسات العليا في 24 تخصص طبي بمجالات مختلفة من الرعاية الأولية والثانوية.
وهي تمتد بطول ثلاثة مبان مكونة من أربعة طوابق كل منها مبنى طبي مخصص، مبنى تعليمي يحتوي على 10 فصول دراسية و 15 مختبرًا متخصصًا و 8 مختبرات حاسوبية ومكتبة و 12 قسم تدريسي و 3 أقسام غير تدريسية فضلا عن مكتب عميد الكلية و3 مكاتب لمساعدي العميد، ومسرح مستقل بسعة 350 شخصًا، ووحدة تعليمية ب 12 فصلًا دراسيًا (خارج المؤسسة) ومرافق سوقية أخرى.
مُعتمدة/ معترف بها من قبل وزارة الصحة العامة، كوبا، وجامعة العلوم الطبية في سانتياغو دي كوبا (UCMSC) هي مؤسسة تعليم عالي مختلطة. تقدم جامعة العلوم الطبية في سانتياغو دي كوبا (UCMSC) دورات وبرامج معترف بها رسميًا مما يؤدي إلى تعليم عالي ودرجات البكالوريوس في العديد من مجالات الدراسة. وعلاوة على ذلك، توفر الجامعة العديد من المرافق والخدمات الأكاديمية والغير الأكاديمية للطلاب.

## 10. جامعة العلوم الطبية من سانكتي سبيريتوس «د. فاوستينو بيريز هرنانديز»(UCMSS)[4]
• مقاطعة: سانكتي سبيريتوس
• الاعتماد: وزارة التعليم العالي الكوبية
تأسست جامعة العلوم الطبية في سانكتي سبيريتوس في عام 1994. وتميز الجامعة نفسها في تدريب الموارد البشرية بقطاع الصحة للتعامل مع مختلف البعثات الصحية الإنسانية التي تمتد إلى حوالي 40 دولة. ويتلقى قسم مساعدة العاملين في مجال التعليم العالي في الجامعة التدريب وتصقيل مهاراتهم في مختلف التخصصات وفقًا للمشاكل الصحية التي تؤثر على البلد الذي سيخدمون فيه.
وترحب المؤسسة اليوم بأكثر من 4 آلاف طالب في مختلف مجالات الطب، بما في ذلك أخصائيي قطاع الصحة في الدراسات العليا الذين يتم تدريبهم وإعادة تصنيفهم لمواجهة الأوبئة التي تؤثر على مناطق مختلفة من العالم.
كلية العلوم الطبية في سانكتي سبيريتوس أو FCMSSP O UCMSSP كما تُدعى أيضًا بجامعة العلوم الطبية من سانكتي سبيريتوس (UCMSS)، والجامعة معروفة أيضًا بكلية العلوم الطبية فاوستينو بيريز دي سانكتي سبيريتوس، وتقع في سانكتي سبيريتوس- عاصمة مقاطعة سانكتي سبيريتوس- كوبا.
وقد تم التحاق عدد كبير من الطلاب الأجانب بها منذ تأسيسها. وفي الوقت الحالي يلتحق بالجامعة أكثر من 700 طالب أجنبي من جميع أنحاء العالم. وترتبط الجامعة مع ELAM (مدرسة أمريكا اللاتينية للطب في العاصمة هافانا).

## 11. كلية العلوم الطبية في لا توناس زويلو مارينيلو فيدوريتا
• مقاطعة: لا توناس
• الاعتماد: وزارة التعليم العالي الكوبية
تأسست في عام 1982، وقد خرجت المؤسسة أكثر من 10000 من الأطباء وأطباء الأسنان وخريجي التمريض، بما في ذلك حوالي 800 شاب من جميع أنحاء العالم، ومعظمهم من دول أمريكا اللاتينية ومنطقة البحر الكاريبي.
اليوم الجامعة بها حوالي 270 معلمًا و 11157طالبًا في 25 مجال طبي متخصص. وقد تولى خريجو هذه الجامعة دورهم في 142 مستشفى وعيادات ومختبرات وبيئات تعليمية أخرى، حيث يساهمون في تحسين الرعاية للناس، بينما يصقلون مهاراتهم.

## 12. جامعة العلوم الطبية «جون جيتيراس جين» من ماتانزاس (UCMM)
• مقاطعة: ماتانزاس
• الاعتماد: وزارة التعليم العالي الكوبية
يعود تاريخ جامعة دي سينشياس ميديكاس «جون جيتيراس جين» دي ماتانزاس إلى عام 1969 بالتحاق الثلاثين طالب- طلاب السنة السادسة بالطب الداخلي . أدى التخرج الناجح لهؤلاء الطلاب إلى التوسع في برنامج طبي كامل وتطوير الرعاية الصحية الشاملة ومن أجل تلبية حاجة القطاع الصحي في المحافظة.
في عام 1972- تم إنشاء معهد التعليم العالي ومعهد درجة التدريس الطبي بإجمالي التحاق 216 طالب.
في عام 1976-  تم إنشاء كلية الطب، وتم إنشاء برنامج طبي كامل لمدة 6 سنوات. وقد ارتبط البرنامج لاحقًا بجامعة ماتانزاس.
وفي الفترة 1980-1981، مُنحت الكلية استقلالية اقتصادية وإدارية، وتم إنشاء وحدة ميزانية للعلوم الطبية، تليها الانضمام إلى هيئة التدريس بوزارة الصحة العامة والمعهد العالي للعلوم الطبية في هافانا.
في عامي 1982 و 1983 على التوالي، تم تضمين برنامج طب الأسنان ودرجة التمريض.
وأخيرًا في 1985-1986، تم ترقية الجامعة قانونيًا من كلية الطب إلى كلية العلوم الطبية في ماتانزاس.

## 13. كلية العلوم الطبية «سيليا سانشيز ماندولي» من جرانما
• مقاطعة: جرانما
• الاعتماد: وزارة التعليم العالي الكوبية
 تعود الجماعة تاريخيًا إلى الثمانينيات ببناء المبنى الأول والثاني والثالث وجميع المرافق الطبية المُلحقة. خلال هذه المرحلة، تم إنشاء فرع العلوم الطبية في مدينة بايامو، عاصمة مقاطعة جرانما.
وهي مؤسسة للتعليم الطبي العالي مع هيكل متكامل متعدد للبحوث المساعدة التدريسية. وهي مسؤولة عن تدريب وتطوير الكوادر البشرية مع تجهيز علمي وثوري قوي للتحسين المستمر للنظام الصحي في الإقليم ولجان كوبا الدولية.
وتتقيد الجامعة بتخريج 30668 صحي كوبيًا وأجنبيًا في تخصصات مختلفة منها 9000 طبيب و 1437 طبيب أسنان و 10448 ممرض مسجلين بجودة موثقة أكاديمية وعلمية.
تم تسجيل أول الطلاب في الفترة بين 1984-1985 مع قبول السنة الأولى من الطب من نفس المحافظة.
في 2003 -2004، تم اعتماد نموذج تعليمي طبي جديد مع التحاق 6813 طالب من تخصصات طبية متنوعة.
وتجري الجامعة برامج شهادة طبية كاملة في 21 تخصص بما في ذلك درجة البكالوريوس في التمريض.